# Бахметев, Алексей Николаевич (1798)
Алексей Николаевич Бахметев (1798—1861) — гофмейстер из рода Бахметевых, попечитель Московского учебного округа.

## Биография
Родился в семье Николая Алексеевича Бахметева — помещика Городищенского уезда Пензенской губернии, владевшего хрустальными заводами, и его жены Варвары Фёдоровны, урождённой княжны Несвицкой. Сестра Аграфена (1802—1888) была замужем за князем М. Д. Горчаковым, командовавшим русской армией во время Крымской войны.
В 1818 году, после окончания Московского университета со степенью кандидата, Алексей Бахметев поступил в лейб-гвардии конный полк. 27 августа 1820 года был назначен адъютантом к командиру 5-го пехотного корпуса генералу от инфантерии графу П. А. Толстому. В 1827 году в чине ротмистра вышел в отставку и поселился в имении отца Николо-Пестровке, — в Пензенской губернии. В 1829 году он уехал за границу и по возвращении женился (28 июля 1829 года) на фрейлине двора графине Анне Петровне (1804—1884), дочери П. А. Толстого.
В 1833 году поступил на службу чиновником особых поручений при московском генерал-губернаторе князе Д. В. Голицыне, получив гражданский чин надворного советника (в 1834 году он был пожалован в камергеры. В 1835 году принимал деятельное участие в устройстве мануфактурной выставки в Москве, после чего 1 мая 1836 года был назначен членом мануфактурного совета. С 1836 года, после смерти отца, стал управлять Николо-Пестровским хрустальным заводом и другими предприятиями, расположенными в родовых поместьях.
22 февраля 1838 года А. Н. Бахметев был определён к службе в Московскую дворцовую контору; в 1841 году был пожалован придворным званием «в должности церемониймейстера»; в 1844 году избран членом Комитета сахароваров (Бахметев первым основал паровой свеклосахарный завод. На Симбирской ярмарке он нанимал специальную лавку, в которой продавался сахар с Пестровского и Инзарского заводов).
В 1839 году ему был пожалован орден Св. Станислава 2-й степени, в 1841 году — императорская корона к ордену; в 1848 году получил орден Св .Станислава 1-й степени; в 1849 — орден Св. Анны 1-й степени. В 1849 году был пожалован придворным званием «в должности гофмаршала», в 1854 году — придворным чином гофмейстера.
В Москве А. Н. Бахметев жил сначала в доме В. М. Пушкевич — на «Сивцовом вражке»; затем — в собственном доме, на Пречистенской улице (дом 49); в начале 1850-х годов приобрёл усадьбу в Малом Знаменском переулке.
Не позднее 1854 года (а по некоторым данным — значительно раньше) состоялось знакомство А. Н. Бахметева с И. С. Аксаковым. Юрий Фёдорович Самарин был родственником Бахметева, Хомяковы и Бахметевы находились в приятельских отношениях. Его приятелями также были граф Д. Н. Блудов, Е. П. Ковалевский, князь С. Н. Урусов, С. М. Сухотин (прототип Каренина из романа Льва Толстого; отец М. С. Сухотина). Он получал приглашения от императора и императрицы для участия в придворных балах, беседовал с царём в приватной обстановке.

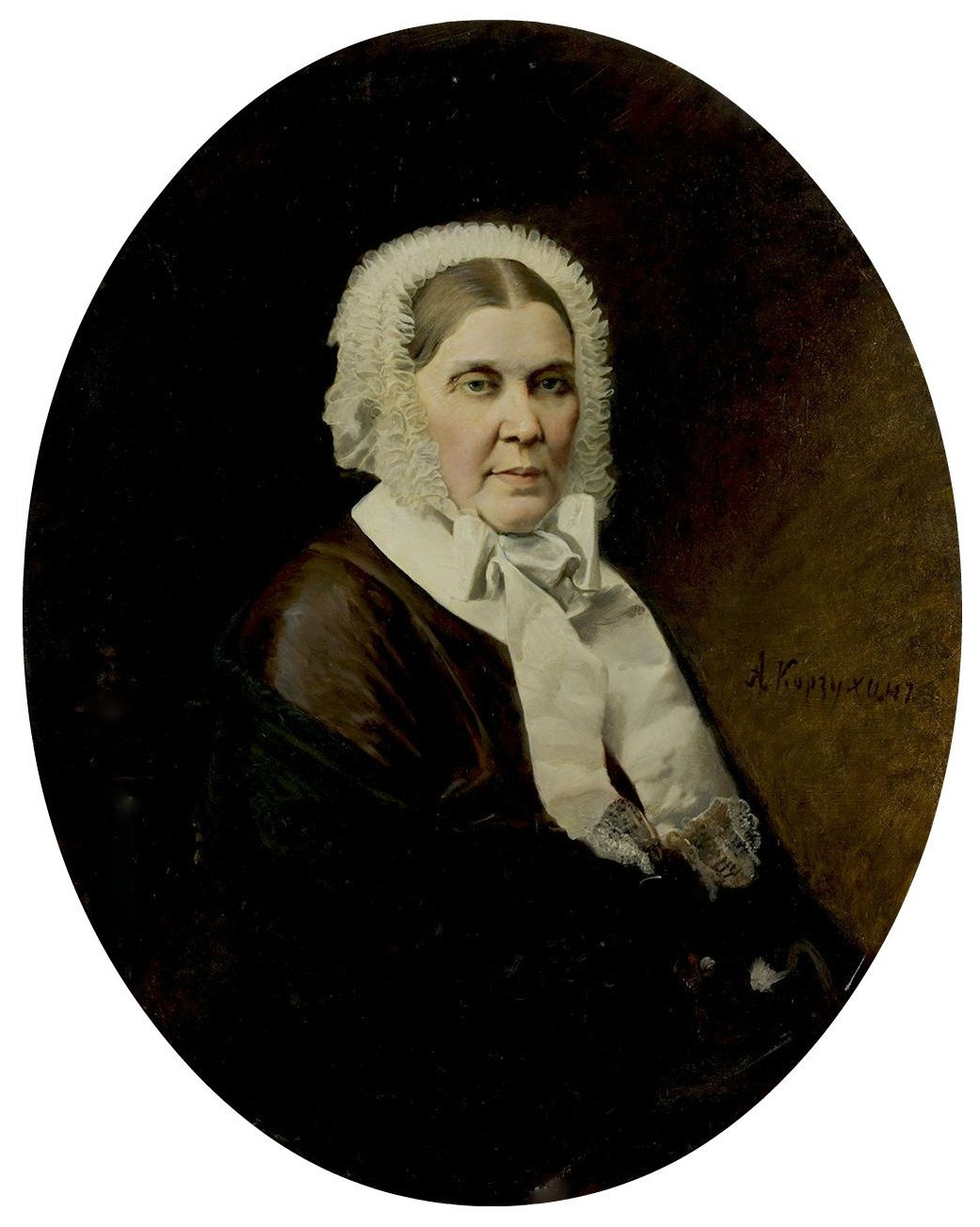
Анна Петровна Бахметева
на портрете А. И. Корзухина

Почётный член Московского университета с 1855 года. Был также вице-председателем Общества истории и древностей Российских, а также возглавлял Московский цензурный комитет.
В 1858 году был назначен попечителем московского учебного округа, но в этой должности он оставался только один год; расстроенное здоровье побудило его отказаться в 1859 года от этой должности.
По отзывам современников, Бахметев отличался сердечностью, добротой, простотой обращения, сочувствием и состраданием к бедным и несчастным. С 27 сентября по 25 декабря 1830 года Алексей Николаевич Бахметев состоял попечителем по Городищенскому участку Пензенской губернии во время борьбы с холерой; в эпидемии 1847 и 1848 гг. он лично оказывал медицинское пособие заболевшим дворцовым крестьянам, в Москве управлял в то время больницей для холерных, сам подавал помощь больным и на свой счёт снабжал больницу средствами. В бытность его попечителем московского учебного округа благородство его характера снискало ему всеобщее уважение профессоров и учащейся молодежи; он входил в положение бедных студентов и оказывал им вспомоществование из собственных средств; по его программе основан был в Москве «Славянский благотворительный комитет» с целью доставлять южным славянам средства на пользу церквей и просветительных учреждений и оказывать вспомоществование молодым славянам, приезжающим в Москву, для образования. Умер он от простуды, 2 апреля 1861 года, отдав по дороге в Москву своё пальто дрожавшей от холода женщине. Похоронен на кладбище Донского монастыря.
Умер А. Н. Бахметев бездетным, имения после смерти жены завещал сыну племянницы, Дарьи Петровны Оболенской — А. Д. Оболенскому, который и стал хозяином заводов с 1884 года.

## Бахметев и Пушкин
В 1951 году при разборе в Государственном историческом архиве Московской области фонда Бахметевых студентом Московского архивного института В. И. Савиным был обнаружен документ, подписанный Пушкиным, содержавший его признание Николаю I в авторстве «Гавриилиады». Ныне считается, что это — копия автографа поэта, сделанная А. Н. Бахметевым, вследствие близости его к члену Временной верховной комиссии П. А. Толстому, через которого признание Пушкина было передано императору.